# یاردانهازا
یاردانهازا (به مجاری:  Járdánháza) یک منطقهٔ مسکونی در مجارستان است که در ناحیه اوزد واقع شده‌است.